# Lubin (Niemcy)
Lubin (niem. Lübben (Spreewald), dolnołuż. Lubin (Błota)) – miasto we wschodnich Niemczech na terenie Spreewaldu, w kraju związkowym Brandenburgia, siedziba powiatu Dahme-Spreewald.

## Geografia
Miasto znajduje się w rezerwacie przyrody Spreewald u zbiegu rzek Berste i Sprewy, 75 km na południowy wschód od Berlina i 40 km na północny zachód od Chociebuża.

## Historia
Miasto powstało przy starym osiedlu słowiańskim. Lokowane na prawie magdeburskim. Prawa miejskie otrzymało w 1220 r. W średniowieczu, wraz z Dolnymi Łużycami, Lubin przeszedł pod panowanie czeskie, a w 1526 r. wraz z Czechami pod panowanie Habsburgów. Miasto znajdowało się na trakcie handlowym łączącym Luckau z Gubinem i Poznaniem.
W 1635 r. został przyłączony do Saksonii, a w 1815 r. trafił pod panowanie Prus. Przez cały ten okres pozostawał niewielkim ośrodkiem prowincjonalnym. Przez miasto prowadziła jedna z głównych dróg ucieczki powstańców listopadowych z Polski na Wielką Emigrację.
Podczas II wojny światowej w mieście znajdowały się niemieckie obozy jenieckie Oflag III C i Oflag 8, w których przetrzymywano polskich, francuskich, brytyjskich, australijskich, nowozelandzkich, belgijskich i holenderskich oficerów. W kwietniu 1945 r. miasto zostało poważnie zniszczone na skutek działań wojennych.
W latach 1949–1990 część NRD i miasto powiatowe w okręgu Chociebuż.

## Zabytki

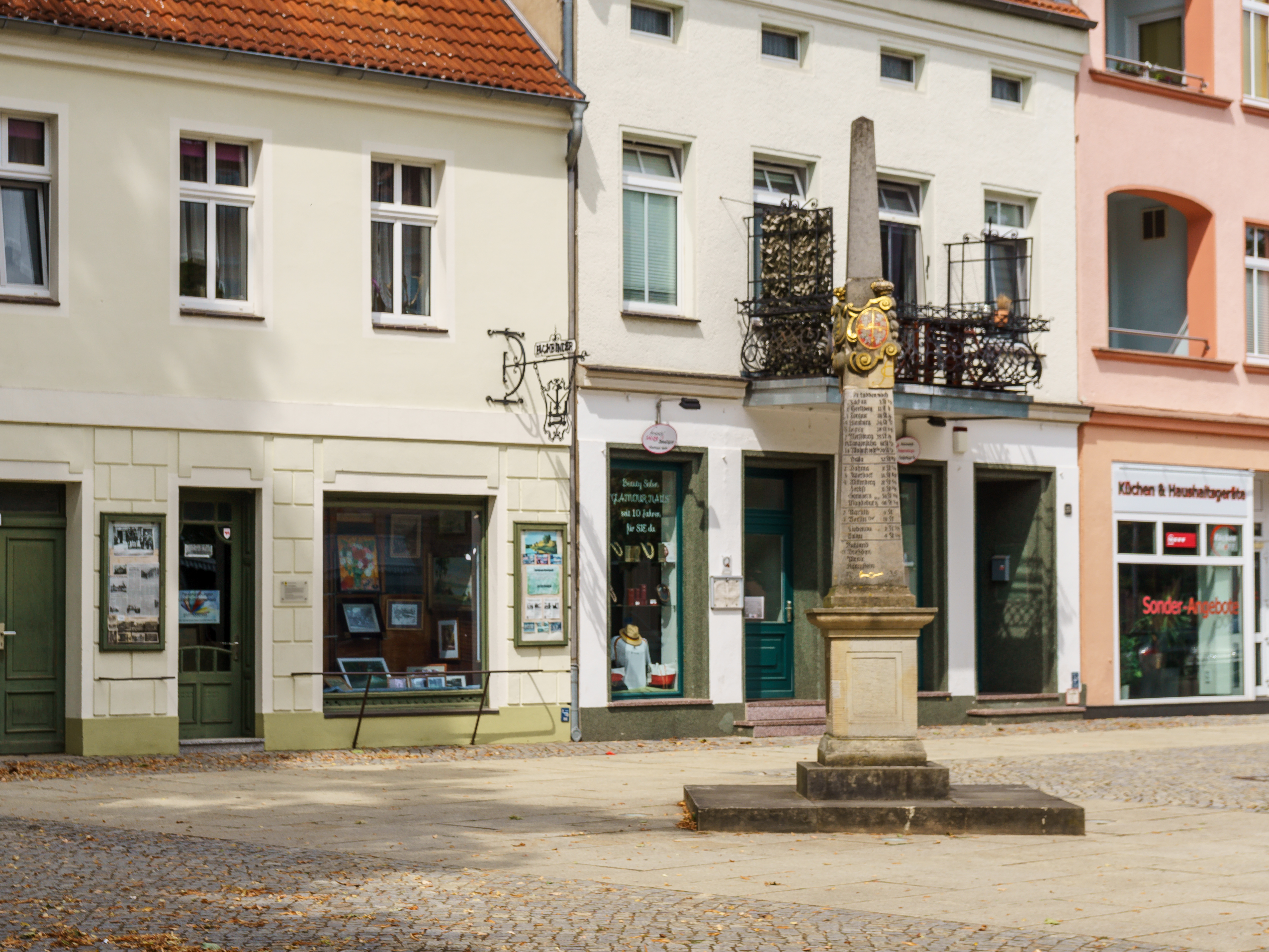
Słup pocztowy króla Augusta III z widocznym herbem I Rzeczypospolitej

- zamek – z II poł. XII w., wielokrotnie przebudowywany, z wieżą i pozostałościami murów obronnych oraz dwiema basztami z XVI w.
- kościół – późnogotycki z XV/XVI w.
- ratusz – z 1717 r., barokowy
- rynek z barokowymi i klasycystycznymi kamienicami
- park miejski założony w XIX w.
- słup milowy poczty saskiej z czasów króla Polski Augusta III z polskim Orłem, litewską Pogonią i królewskim monogramem (1735 r.).

## Transport
Przez Lubin przebiega droga krajowa B87 łącząca Frankfurt nad Odrą z Lipskiem. Około 10 km od centrum miasta znajduje się autostrada A13 łącząca Berlin z Dreznem, Chociebużem i Wrocławiem.
W XIX w. miasto zostało połączone koleją z Berlinem i Chociebużem, znajduje się tutaj stacja kolejowa Lübben (Spreewald).

## Współpraca zagraniczna
- Polska: Wolsztyn
- Saara: Neunkirchen

## Osoby urodzone w Lubinie
- Hans Walter Gruhle – niemiecki lekarz psychiatra
- Benno Hann von Weyhern – generał kawalerii, Honorowy Obywatel Bydgoszczy
- Otto von Manteuffel – niemiecki polityk
- Thorsten Rund – niemiecki kolarz torowy i szosowy
- Ingo Spelly – niemiecki kajakarz kanadyjkarz

## Osoby związane z Lubinem
- Paul Gerhardt – niemiecki teolog, poeta religijny, duchowny luterański
- Henryk Anzelm von Promnitz – gubernatorem Dolnych Łużyc
- Julius Eduard Teusz – botanik, badacz Afryki, plantator
- René Trehkopf – niemiecki piłkarz